# Родьковка (Монастырщинский район)
Родьковка — деревня в Монастырщинском районе Смоленской области России. Входит в состав Барсуковского сельского поселения. Население — 128 жителей (2007 год). 
Расположена в западной части области в 12 км к юго-востоку от Монастырщины, в 27 км западнее автодороги А141 Орёл — Витебск, на берегу реки Упинка. В 30 км восточнее деревни расположена железнодорожная станция Починок на линии Смоленск — Рославль. 

## История
В годы Великой Отечественной войны деревня была оккупирована гитлеровскими войсками в июле 1941 года, освобождена в сентябре 1943 года.
На 1978 год входило в Барсуковский сельсовет Монастырщинского района
На 1993 год в Сычёвский сельсовет Монастырщинского района.